# 사브남 파리아
사브남 파리아(벵골어: শবনম ফারিয়া, 1990년 1월 6일 ~ )는 방글라데시의 배우, 모델이다.